# Derek Lilliquist
Derek Jansen Lilliquist (né le 20 février 1966 à Winter Park, Floride, États-Unis) est un lanceur gaucher de baseball ayant joué de 1989 à 1996 dans les Ligues majeures.
Il est en 2012 l'instructeur des lanceurs des Cardinals de Saint-Louis.

## Carrière de joueur
D'abord repêché au 15e tour de sélection en 1984 par les Red Sox de Boston, Derek Lilliquist ne signe pas de contrat avec la franchise et évolue pour les Bulldogs de l'Université de Géorgie. Il devient un choix de première ronde des Braves d'Atlanta en 1987 et débute dans le baseball majeur avec cette équipe le 13 avril 1989. Comme lanceur partant, il connaît une respectable saison recrue : moyenne de points mérités de 3,97 en 165 manches et deux tiers lancées, 8 victoires et 10 défaites. Il prend le 4e rang du vote de fin d'année désignant la meilleure recrue de la Ligue nationale. Lilliquist débute mal 1990 avec 2 victoires, 8 défaites et une moyenne de points mérités de 6,28 après 12 matchs chez les Braves. Le 12 juillet 1990, Atlanta le transfère aux Padres de San Diego en retour du lanceur droitier Mark Grant. Il termine avec une fiche de 5-11 et une moyenne de 5,31 en 1990 pour Atlanta et San Diego.
Réclamé au ballottage par les Indians de Cleveland le 20 novembre 1991 après 22 parties jouées en deux saisons pour les Padres, Lilliquist devient lanceur de relève avec sa nouvelle équipe. Les Indians l'envoient 71 fois au monticule en 1992 et il présente une excellente moyenne de points mérités de 1,75 en 61 manches et deux tiers lancées. Sa fiche victoires-défaites est positive (5-3) pour la première fois de sa carrière et il réussit 6 sauvetages. Il enchaîne avec une belle saison 1993 : moyenne de 2,25 en 64 manches et 10 sauvetages.
Après une année 1994 plus ardue à Cleveland, il s'aligne avec les Red Sox de Boston en 1995 et les Reds de Cincinnati en 1996.
Derek Lilliquist a disputé 262 parties dans le baseball majeur, dont 210 comme releveur et 52 en tant que lanceur partant. Sa moyenne de points mérités s'élève à 4,13 en 483 manches et deux tiers lancées, avec 17 sauvetages et 261 retraits sur des prises. Sa fiche victoires-défaites est de 25-34 et comme lanceur partant il compte un match complet et un blanchissage.

## Carrière d'entraîneur
Une fois sa carrière de joueur terminée, Derek Lilliquist est instructeur de baseball dans un collège de Vero Beach en Floride de 1998 à 2001..
En 2002, il est engagé par les Cardinals de Saint-Louis de la Ligue majeure de baseball pour faire partie du personnel d'entraîneurs de leur club-école de recrues, les Cardinals de Johnson City dans l'Appalachian League. Il est instructeur chez les Chiefs de Peoria de la Ligue Midwest, au niveau A des ligues mineures en 2003. De 2004 à 2007, il est l'instructeur des lanceurs des Cardinals de Palm Beach, le club-école de niveau A+ dans la Florida State League. De 2008 à 2010, il travaille avec les lanceurs en réhabilitation après une blessure dans l'organisation des Cardinals de Saint-Louis.
Les Cardinals de Saint-Louis nomment Lilliquist instructeur des lanceurs de relève en 2011 et il fait partie de l'équipe championne de la Série mondiale. Lorsque Dave Duncan quitte son poste d'instructeur des lanceurs des Cardinals, Lilliquist lui succède en 2012.